# Tàu lặn Nga Losharik
Đề án 210 hoặc AS-12 (tiếng Nga: АС-12), có biệt danh là Losharik (tiếng Nga: Лошарик, IPA: [lɐˈʂarʲɪk]), là một tàu lặn sâu của Nga. Ký hiệu "АС" trong tiếng Nga là chữ viết tắt của từ "Атомная Станция", một thuật ngữ trong Hải quân Nga để chỉ "атомная глубоководная станция" ("trạm hạt nhân nước sâu"). Đây là một tàu lặn tự hành hoạt động bằng động cơ nhiên liệu phản ứng hạt nhân, có khả năng hoạt động ở vùng nước sâu.

## Lịch sử và tính năng

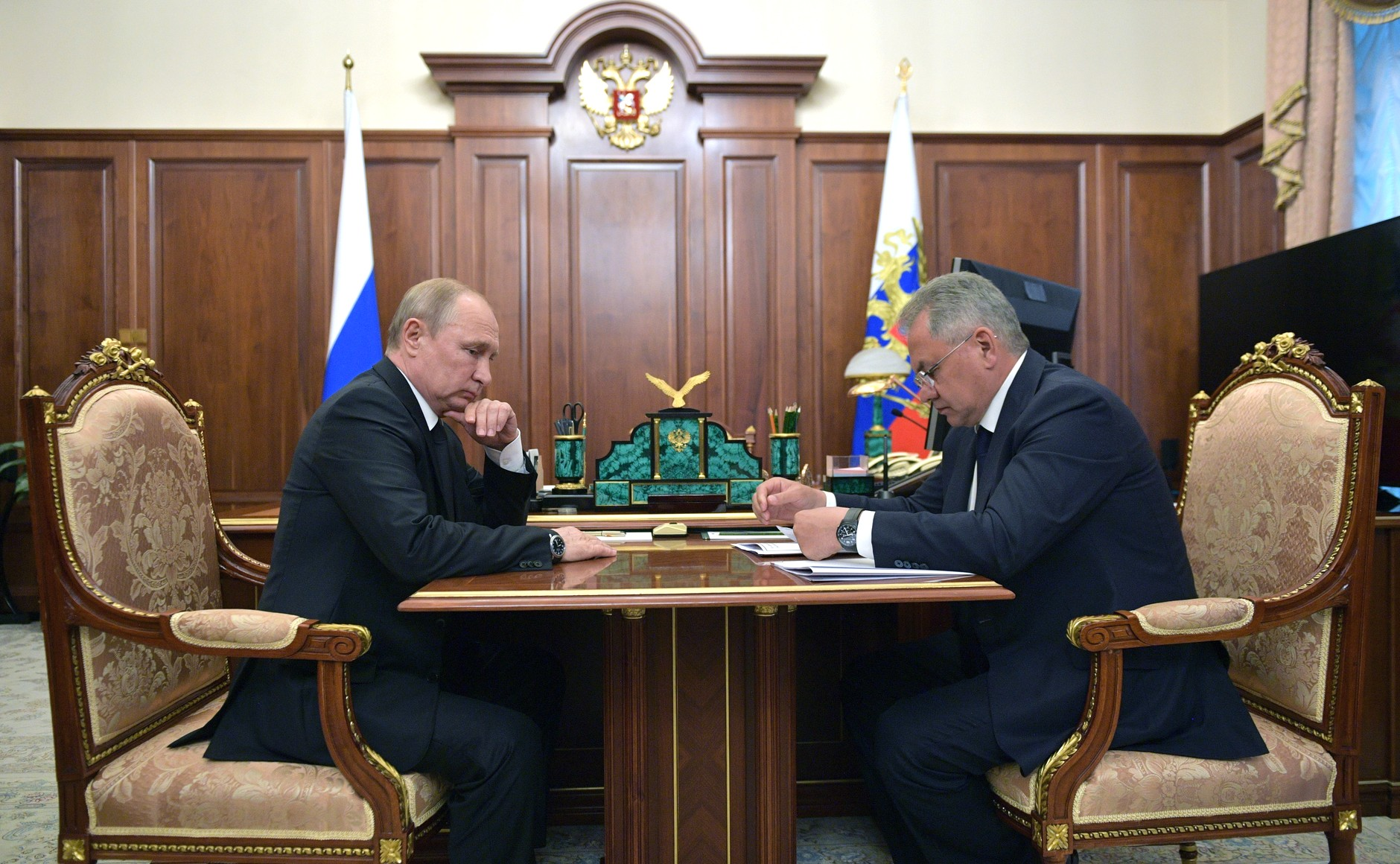
Ông Putin gặp Bộ trưởng Quốc phòng Sergei Shoigu. Người đứng đầu Bộ Quốc phòng đã báo cáo với Tổng tư lệnh tối cao về vụ hỏa hoạn trên phương tiện nghiên cứu biển sâu của Hạm đội phương Bắc ở biển Barents khiến 14 tàu ngầm thiệt mạng.

Tàu được ki từ năm 1988, nhưng nó đã không được hạ thủy cho đến tháng 8 năm 2003 do vấn đề tài chính. Vỏ tàu được thiết kế để có thể chịu được áp lực nước cực lớn, theo đó chúng được lắp ráp từ 7 khoang chức năng hình cầu làm bằng titan nằm bên trong thân tàu dạng thon dài như dạng tàu ngầm cổ điển. Dưới thân tàu được thiết kế các chân đỡ có thể thu vào, giúp cho tàu có thể "nằm yên" dưới đáy biển. Mũi tàu được trang bị cánh tay máy có thể vận hành từ khoang điều khiển từ bên trong thân tàu.
Tàu thực hiện chức năng lưỡng dụng: nghiên cứu khoa học, cứu hộ ở vùng nước sâu (dân sự) và thu thập thông tin tình báo dưới đáy biển (quân sự). Trừ các chuyên gia nghiên cứu khoa học dân sự, tàu được vận hành bởi các sĩ quan hải quân Nga. Tàu được đặt dưới quyền điều khiển của Tổng cục Tình báo Liên bang Nga (GRU).

## Vụ cháy 2019
Một vụ hỏa hoạn đã xảy ra trên tàu vào ngày 1 tháng 7 năm 2019 khi nó đang thực hiện các phép đo dưới nước dưới đáy biển ở vùng lãnh hải của Nga. Mười bốn thành viên thủy thủ đoàn đã thiệt mạng do hít phải khói hoặc khói độc. Bảy trong số những người đã chết giữ cấp bậc Đại tá Hải quân và hai người là người nhận giải Anh hùng Liên bang Nga. Chỉ huy tàu Denis Dolonsky nằm trong số những người thiệt mạng.
Ngọn lửa bùng phát vào khoảng 8h30 tối. Hỏa hoạn bị thủy thủ đoàn dập tắt. Ngư dân ở vịnh Ura báo cáo rằng họ nhìn thấy bề mặt tàu ngầm nhanh chóng vào khoảng 9:30 tối  và gặp một tàu hải quân và hai tàu kéo. Con tàu sau đó được kéo đến căn cứ Hạm đội phương Bắc của Nga tại Severomorsk, nơi năm người sống sót phải nhập viện vì ngộ độc khói và chấn động.  Vụ việc là mất mạng nặng nhất đối với một tàu ngầm Nga kể từ sau vụ tai nạn K-152 Nerpa năm 2008 làm 20 người thiệt mạng. Tổng tư lệnh của Hải quân Nga Nikolai Yevmenov đã mở một cuộc điều tra về nguyên nhân vụ cháy, và Tổng thống Vladimir Putin đã gửi Bộ trưởng Quốc phòng Serge Shoygu để theo dõi cuộc điều tra và báo cáo về vụ việc. Một số nhà báo suy đoán rằng các thủy thủ đã hy sinh để cứu tàu bằng cách bịt kín vào khoang nơi đám cháy bùng phát. Cơ quan bảo vệ bức xạ Na Uy tuyên bố rằng họ đã được người Nga thông báo về một vụ nổ khí đốt trên tàu, mặc dù chính quyền Nga đã bác bỏ điều này.